# 基庫隆戈
8°31′S 15°19′E / 8.517°S 15.317°E
基庫隆戈（葡萄牙語：Quiculungo），是安哥拉的城鎮，位於該國西北部，由北廣薩省負責管轄，西鄰博洛恩戈恩戈，面積475平方公里，2014年人口12,108，人口密度每平方公里26人。